# Poklad Černého delfína
Poklad Černého delfína je román pro mládež českého spisovatele Jaroslava Foglara z roku 1966. Pojednává o dvou kamarádech Standovi a Lojzkovi, kteří vstoupí do turistického oddílu. Na rozdíl od většiny jiných Foglarových románů je děj konkrétně lokalizován do Prahy, zejména do uliček Starého Města a sídla oddílu v Radlicích.

## Příběh
Standa Melichar a Lojzek Nosek jsou kamarádi z Vinohrad, kteří se toulají po Praze a touží zažívat nějaká dobrodružství. Jednou se na podzim přimotají k hře turistického oddílu v ulicích Starého Města a pomůžou jeho členu Jindrovi ohroženému přesilou zdejší násilnické party Stepních vlků. Tak se seznámí s oddílem sídlícím v Radlicích, a nakonec vstoupí do jeho Modré družiny, která má zrovna volná místa. S Jindrou sdílí jeho výbušné tajemství, že při zmíněném přepadení ztratil družinovou kroniku. Standa s Lojzkem kryjí v oddíle Jindru výmluvami, že mají kroniku od něj půjčenou, aby se seznámili s historií družiny, a v takto získaném čase se snaží knihu mezitím najít. Výmluvný Lojzek je ve vytáčkách obratnější než poctivec Standa, ale má tendenci házet vinu za stále prodlužovanou „zápůjčku“ spíše na Standu. Vznikne proto mezi nimi nevraživost, která vyvrcholí po jednom neúspěšném pokusu o dobytí kroniky od Stepních vlků. Chlapci prakticky přestanou spolu mluvit a když to zjistí Jindra, je z toho zničený a rozhodne se v oddíle konečně přiznat pravdu.
Ani pak se ale vztah Standy s Lojzkem neurovná, a Standa proto uvítá možnost přestoupit do Žluté družiny, kde se s Lojzkem nebude muset tak často vídat. Nakonec se jemu samotnému podaří za dramatických okolností kroniku na Starém Městě vypátrat a získat, ale při cestě do klubovny potká jako prvního oddílového vedoucího Zdeňka, který si od něj knihu vezme, neboť chce nález zatím udržet v naprosté tajnosti.
Na jaře zahájí Zdeněk dlouhodobou oddílovou hru Poklad Černého delfína, která vyvrcholí na letním táboře na Slovensku, v divoké krajině se skalami a vodopády. V jednu chvíli se Standa s Lojzkem náhodou octnou o samotě tváří v tvář, a konečně si vysvětlí nedorozumění, které mezi nimi vzniklo. Lojzek přizná, že Standu podezříval, že nalezenou kroniku někde zašantročil, a Standa mu vyjeví tajemství, že ji má vedoucí oddílu. Oba hoši se tímto rozhovorem zase udobří. Standova skupina i díky jeho důvtipu v napínavé hře zvítězí, ale největší radost má nakonec poslední skupina z Modré družiny, neboť jim jako cenu Zdeněk připravil právě jejich už oplakanou ztracenou kroniku.

## Vznik a vydávání
Po Tajemné Řásnovce je Poklad Černého delfína druhým románem, který Jaroslav Foglar napsal v době, kdy nemohl publikovat. Při psaní románu byl Foglar inspirován zážitky ze svého vlastního oddílu, původně skautské Dvojky, která po komunistickém puči roku 1948 působila po téměř dvacet let skrytě jako turistický oddíl pražského Sokola Radlice, kde měla i klubovnu. Název díla rovněž vychází z reality a je odvozen od dlouhodobé hry, kterou hráli chlapci Foglarova oddílu v letech 1952, 1958 a 1963 při letních táborech na Slovensku pod tatranským Kriváněm na řece Belé, kterou přejmenovali na Zelenou říčku. Rukopis románu dokončil autor roku 1959 a marně ho nabízel Státnímu nakladatelství dětské knihy, takže dílo zůstalo několik let „v šuplíku“. Neuspěl ani roku 1963 u Státního nakladatelství technické literatury. V této době byly z knihy publikovány jako samostatné povídky jen dvě kapitoly, jedna v časopisu Pionýr (1959) a jedna v časopisu ABC (1964). Teprve po roce 1965, kdy vyšla Tajemná Řásnovka, která zahájila návrat Foglara na pulty knihkupectví, bylo možné vydávat i další autorova díla. Poklad Černého delfína tak na konci roku 1966 vydalo brněnské nakladatelství Blok, které počtem 37 tisíc kusů vytvořilo nový rekord v počtu vydaných výtisků Foglarových knih.

### Knižní česká vydání
Přehled knižních vydání v češtině:
- 1966 – 1. vydání, nakladatelství Blok, ilustrace Milan Zezula, příloha: Hledáme Poklad Černého delfína
- 1971 – 2. vydání, nakladatelství Blok, ilustrace Milan Zezula
- 1991 – 3. vydání, nakladatelství Blok, ilustrace Břetislav Charwot, ISBN 80-900085-7-7
- 1996 – 4. vydání, nakladatelství Olympia, ilustrace Gustav Krum, ISBN 80-7033-404-5 (edice Sebrané spisy, sv. 15)
- 1998 – 5. vydání, nakladatelství Olympia, ilustrace Gustav Krum, ISBN 80-7033-532-7 (edice Sebrané spisy, sv. 15)
- 2000 – 1. dotisk 5. vydání, nakladatelství Olympia, ilustrace Gustav Krum, ISBN 80-7033-532-7 (edice Sebrané spisy, sv. 15)
- 2002 – 2. dotisk 5. vydání, nakladatelství Olympia, ilustrace Gustav Krum, ISBN 80-7033-532-7 (edice Sebrané spisy, sv. 15)
- 2007 – 6. vydání, nakladatelství Olympia, ilustrace Gustav Krum, ISBN 978-80-7033-998-5 (edice Sebrané spisy, sv. 15)

## Adaptace
Režisér Hynek Bočan natočil v létě 1966 na táboře na Zelené říčce na Slovensku pro Československý film krátkometrážní dokumentární snímek Tábor Černého delfína o táboření Foglarova oddílu, který byl na jaře 1967 promítán v kinech jako předfilm Vynálezu zkázy.
V létě 1967 vysílal Československý rozhlas Poklad Černého delfína v podobě četby na pokračování. Roku 1993 četl Alfred Strejček román na pokračování v pořadu Českého rozhlasu Rádio na polštář.